# Ouled Rached
Ouled Rached è un comune dell'Algeria, situato nella provincia di Bouira.